# Liste der Biografien/Zic
Liste der Biografien |
Portal Biografien |
Personensuche
# |
A |
B |
C |
D |
E |
F |
G |
H |
I |
J |
K |
L |
M |
N |
O |
P |
Q |
R |
S |
T |
U |
V |
W |
X |
Y |
Z |
?
 
Za |
Zb |
Zc |
Zd |
Ze |
Zf |
Zg |
Zh |
Zi |
Zj |
Zk |
Zl |
Zm |
Zn |
Zo |
Zr |
Zs |
Zu |
Zv |
Zw |
Zy |
Zz
 
Zia |
Zib |
Zic |
Zid |
Zie |
Zif |
Zig |
Zih |
Zij |
Zik |
Zil |
Zim |
Zin |
Zio |
Zip |
Zir |
Zis |
Zit |
Ziu |
Ziv |
Ziw |
Zix |
Ziy |
Ziz
Die Liste der Biografien führt alle Personen auf, die in der deutschsprachigen Wikipedia einen Artikel haben. Dieses ist eine Teilliste mit 79 Einträgen von Personen, deren Namen mit den Buchstaben „Zic“ beginnt.

## Zic
- Žic, Ivna (* 1986), kroatisch-schweizerische Schriftstellerin und Theaterregisseurin

### Zica
- Zicai, Cora (* 2004), deutsche Fußballspielerin

### Zich
- Zich, Denise (* 1975), deutsche Schauspielerin, Synchronsprecherin und SängerinDenise Zich (* 1975)

Denise Zich (* 1975)

- Zich, Joseph Wenzel († 1824), österreichischer Erfinder und Glashersteller
- Zich, Stefan (* 1977), deutscher American-Football-Spieler
- Zichan, Iwan (* 1976), belarussischer Hammerwerfer
- Zichanouskaja, Swjatlana (* 1982), belarussische parteilose Bürgerrechtlerin und Präsidentschaftskandidatin
- Zichanouski, Sjarhej (* 1978), belarussischer Videoblogger und Geschäftsmann
- Ziche, Michael (* 1961), deutscher Politiker (CDU) und Landrat
- Ziche, Paul (* 1967), deutscher Wissenschaftshistoriker und Hochschullehrer
- Ziche, Silvia (* 1967), italienische Comiczeichnerin
- Zichem, Aloysius Ferdinandus (1933–2016), surinamischer Ordensgeistlicher, Bischof von Paramaribo
- Zichichi, Antonino (* 1929), italienischer Physiker
- Zichner, Frank-Immo (* 1962), deutscher Pianist und Hochschuldozent
- Zichner, Ludwig (1942–2025), deutscher Orthopäde
- Zichner, Paul (* 1989), deutscher Schauspieler
- Zichnowitz, Jürgen (* 1951), deutscher Autor von Reiseliteratur
- Zicht, Wilko (* 1976), deutscher Politiker (Bündnis 90/Die Grünen), Wahlrechtsexperte und Redakteur der Website Wahlrecht.de
- Zichy, Ágost (1852–1925), ungarischer Reisender, Politiker und Gouverneur von Fiume
- Zichy, Aladár (1864–1937), ungarischer Politiker und Minister
- Zichy, Ferdinand (1783–1862), ungarischer Politiker
- Zichy, Géza (1849–1924), ungarischer Pianist und Komponist
- Zichy, János (1868–1944), ungarischer Politiker und Minister
- Zichy, Jenő (1837–1906), ungarischer Schriftsteller, Orientalist und Politiker
- Zichy, József (1841–1924), ungarischer Politiker, Minister und Gouverneur von Fiume
- Zichy, Michael (* 1975), österreichischer Philosoph
- Zichy, Mihály (1827–1906), ungarischer MalerMihály Zichy (1827–1906)

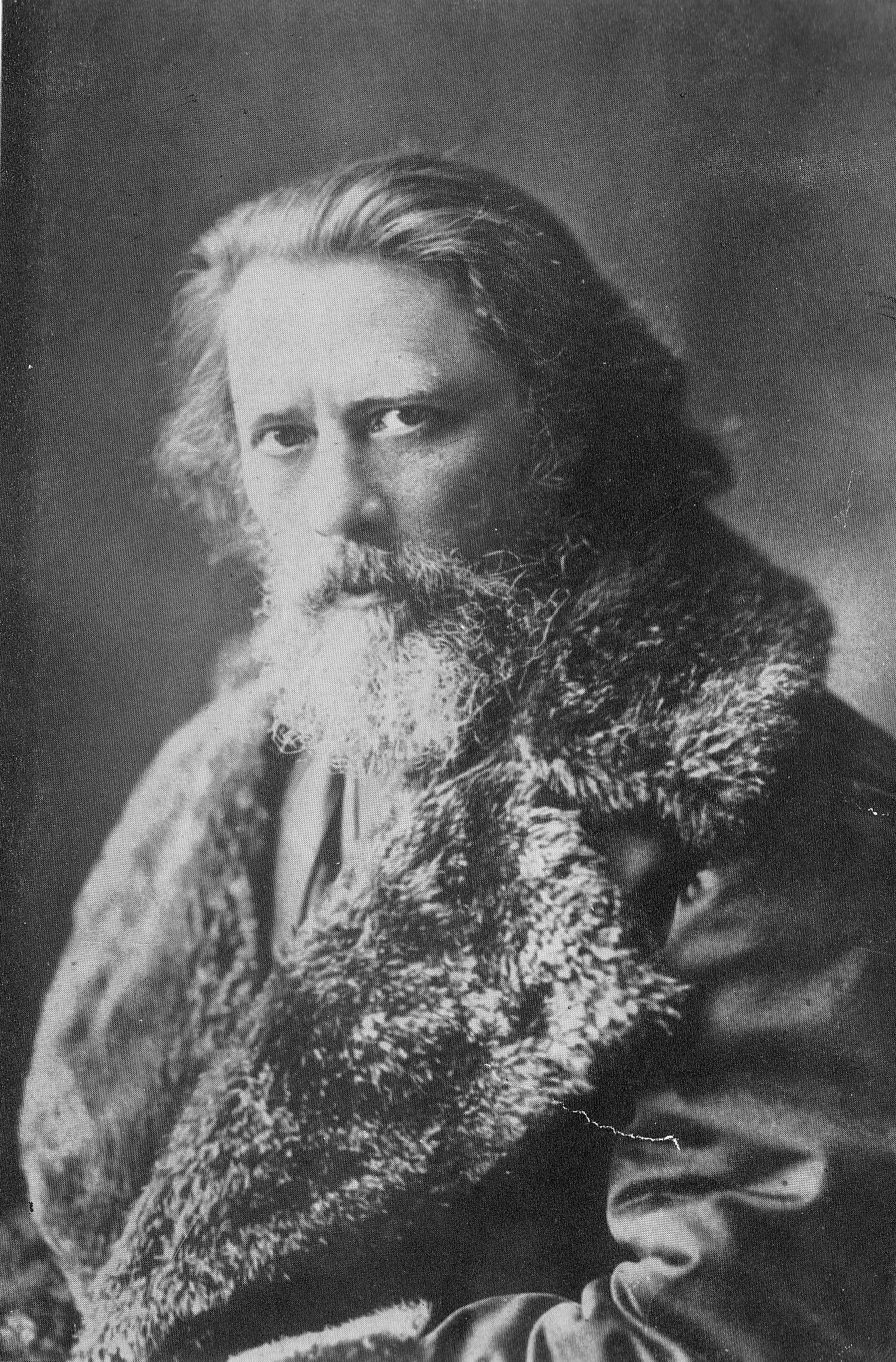
Mihály Zichy (1827–1906)

- Zichy, Stephan (1780–1853), österreichischer Politiker und Diplomat
- Zichy-Ferraris, Emanuel (1808–1877), ungarischer Magnat, Abgeordneter im Ungarischen Reichstag und Großgrundbesitzer
- Zichy-Thyssen, Anita Gräfin (1909–1990), deutsche Unternehmerin
- Zichy-Vásonykeő, Karl von (1753–1826), österreichischer Staatsmann und Ritter des goldenen Vließes

### Zici
- Ziçishti, Llambi (1923–1983), albanischer kommunistischer Politiker

### Zick
- Zick, Alexander (1845–1907), deutscher Maler und Illustrator
- Zick, Andreas (* 1962), deutscher SozialpsychologeAndreas Zick (* 1962)

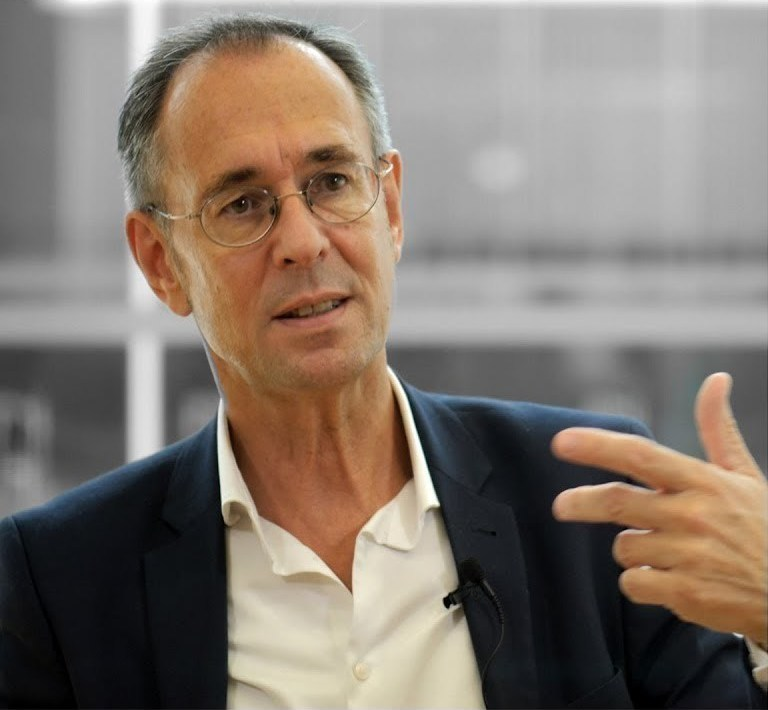
Andreas Zick (* 1962)

- Zick, Claus-Peter (* 1958), deutscher Fußballspieler
- Zick, Gisela (* 1944), deutsche Filmeditorin und Regieassistentin
- Zick, Gustav (1809–1886), deutscher Maler
- Zick, Januarius (1730–1797), deutscher Maler und Architekt des Barock
- Zick, Johannes (1702–1762), deutscher Freskomaler des Barock
- Zick, Konrad (1773–1836), deutscher Porträt- und Landschaftsmaler sowie Zeichenlehrer
- Zick, Rolf (1921–2024), deutscher Journalist
- Zick, Willy (1895–1972), deutscher Jagdflieger, Motorradrennfahrer und Unternehmer
- Zick, Wolfgang (1948–2022), deutscher Bibliothekar
- Žičkar, Josip (1846–1905), österreichischer Politiker
- Zickbauer, Marc (* 1986), österreichischer Grasskiläufer
- Zickefoose, Julie (* 1958), US-amerikanische Naturbuchautorin, Biologin, Vogelillustratorin und Bloggerin.
- Zickel, Martin (1876–1932), deutscher Regisseur und Theaterleiter
- Zickelbein, Christian (* 1937), deutscher Schachfunktionär
- Zickelbein, Horst (1926–2024), deutscher Maler und Grafiker
- Zickendraht, Bernhard (1854–1937), deutscher Porträts- und Genremaler
- Zickendraht, Christian (* 1837), Mitglied des Provinziallandtages der Provinz Hessen-Nassau
- Zickendraht, Hans (1881–1956), Schweizer Physiker und Radiopionier
- Zickenheiner, Gerhard (* 1961), deutscher Politiker (Bündnis 90/Die Grünen), MdB
- Zickenrott, Gerhard (* 1939), deutscher FDGB- und SED-Funktionär
- Zickerick, Friedrich (1831–1882), deutscher Kupferschmiedemeister und Fabrikant
- Zickermann, Christian (1672–1726), deutscher evangelischer Pfarrer und Geschichtsforscher
- Zickert, Hermann (1885–1954), deutscher Wirtschaftsjournalist und Herausgeber
- Zickert, Jonas (* 1997), deutscher Fußballspieler
- Zickert, Robert (* 1990), deutscher Fußballspieler
- Zickfeld, Kirsten (* 1971), deutsche Klimawissenschaftlerin
- Zickgraf, Andreas (* 1963), deutscher Kameramann
- Zickgraf, Cordula (* 1954), deutsche Schriftstellerin
- Zickler, Achim (1936–2019), deutscher Physiker
- Zickler, Alexander (* 1974), deutscher Fußballspieler
- Zickler, Artur (1897–1987), deutscher Journalist und Schriftsteller
- Zickler, Friedrich Samuel (1721–1779), deutscher lutherischer Theologe
- Zickler, Hans-Jürgen (* 1954), deutscher Politiker (AfD), MdL
- Zickler, Heinz (1920–2023), deutscher Trompeter, Musiker und Komponist
- Zickler, Jakob (* 2006), österreichisch-deutscher Fußballspieler
- Zickler, Karl (1860–1933), böhmischer Elektrotechniker
- Zickler, Mischa (* 1966), österreichischer Autor und Fernsehproduzent
- Zickler, Tom (1964–2019), deutscher Filmproduzent
- Zickner, Carl (1867–1939), deutscher Schauspieler
- Zickwolff, Friedrich (1889–1944), deutscher Offizier, zuletzt Generalleutnant im Zweiten Weltkrieg
- Zickwolff, Gustav (1799–1860), deutscher Kaufmann und Abgeordneter

### Zico
- Zico (* 1953), brasilianischer Fußballspieler und -trainerZico (* 1953)

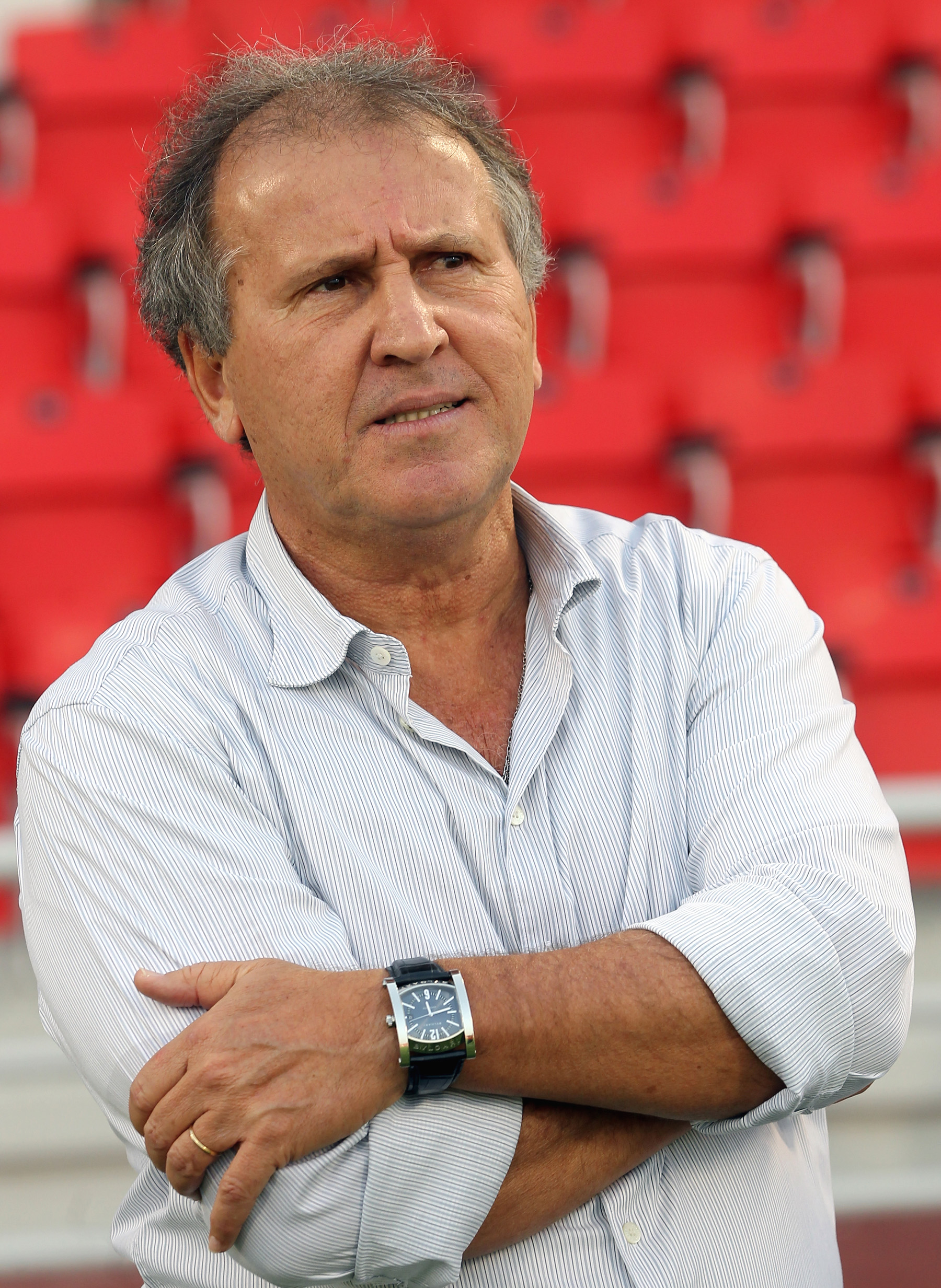
Zico (* 1953)

- Zico (* 1992), südkoreanischer Rapper
- Zico, Vicente Joaquim (1927–2015), brasilianischer Ordensgeistlicher, Erzbischof von Belém do Pará

### Zicu
- Zicu, Ianis (* 1983), rumänischer Fußballspieler